# Frank Odberg
Frank Olof Odberg (Gent, 1 maart 1879 - 1917 was een  roeier uit België en was lid van de Koninklijke Roeivereniging Club Gent. Hij nam  deel aan de Olympische Spelen en won hierbij een zilveren medaille.
Hij nam deel aan de Olympische Zomerspelen 1900 in Parijs (Frankrijk) als onderdeel van de acht met stuurman van de Koninklijke Roeivereniging Club Gent.

## Palmares

### acht
- 1900:  BK
- 1900:  EK in Parijs
- 1900:  OS in Parijs